# Cittadella di Kirkuk
La cittadella di Kirkuk è ubicata nel centro della città di Kirkuk, in Iraq ed è considerata come la parte più antica della città. Si trova su un'altura artificiale alta 40 m sulla piana oltre il fiume Khasa. Si pensa che l'altura sia stata costruita da re Ashurnasirpal II tra l'884 e l'858 a.C. come linea militare difensiva di Arrapha.
In seguito re Sluks costruì un muro difensivo con settantadue torri e strade e due entrate alla cittadella. Un gioiello della cittadella è la cosiddetta Chiesa rossa che presenta tracce di mosaici pre-islamici. Le mura odierne risalgono al periodo ottomano.
Negli anni novanta del XX secolo, Saddam Hussein, allora presidente dell'Iraq, annunciò una campagna di restauro e abbellimento della cittadella, che secondo alcuni sarebbe stata solo una scusa per rimuovere le centinaia di famiglie turcomanne e curde che vivevano nelle vecchie case.
La cittadella è considerata dai turcomanni un importante pezzo della loro storia. Intorno ad essa ci sono diversi quartieri turcomanni come Topkapi, Helvacilar, Hamam, Agalik, Yedi Kizlar e Zindan, mentre un ampio numero di siti di importanza storica e religiosa esistono ancora lì, come una tomba che si crede essere del profeta Daniele